# Excellentie
Excellentie is een aanspreekvorm die sinds de 16e eeuw gebruikt wordt en letterlijk "uwe voortreffelijkheid" betekent. In deze tijd ontstond een groot aantal formele aanspreekvormen zoals "Weledele Heer", "Seer Fijnsinnige Heer" en ook "Excellentie". Deze vorm werd in eerste instantie in de lage landen alleen gebruikt voor de stadhouders, mits die (nog) niet voor het hoger geschatte "Hoogheid" in aanmerking kwamen. In de loop der jaren werden in de Nederlanden ook graven, ambassadeurs, en later de ministers, aangeduid met deze aanspreektitel.
Tot in de jaren 70 werden ambassadeurs, (oud-)ministers, Ministers van Staat, staatssecretarissen, Grootofficieren van het Koninklijk Huis, luitenants-generaal, viceadmiraals en bisschoppen nog met "Excellentie" aangesproken waarbij puristen aan mannelijke ministers vroegen of "de excellentie haar mening had herzien" omdat excellentie (evenals majesteit, hoogheid) als woord vrouwelijk is.
In het laatste kwart van de 20e eeuw werd het "Excellentie" in Nederland vooral beperkt tot de aanhef of adressering van brieven. In april 2005 deed staatssecretaris van Defensie Cees van der Knaap een poging deze aanspreekvorm voor bewindslieden in ere te herstellen. Zijn oproep vond geen weerklank. De term leeft in Nederland nog voort in de hiërarchisch ingestelde krijgsmacht.
In Engeland is de aanspreekvorm een voorrecht van ambassadeurs. De ministers zijn geen excellenties. In Amerika wordt de titel weinig gebruikt; de Amerikaanse president is formeel "The Honorable".
In België wordt de term gebruikt voor een lid van de regering. Staatssecretarissen en ministers worden in een woord "excellenties" genoemd.
Hogere graden in een aantal ridderlijke orden en internationale ridderorden zoals de Orde van Malta brengen de titel van excellentie mee.